# Tandsten

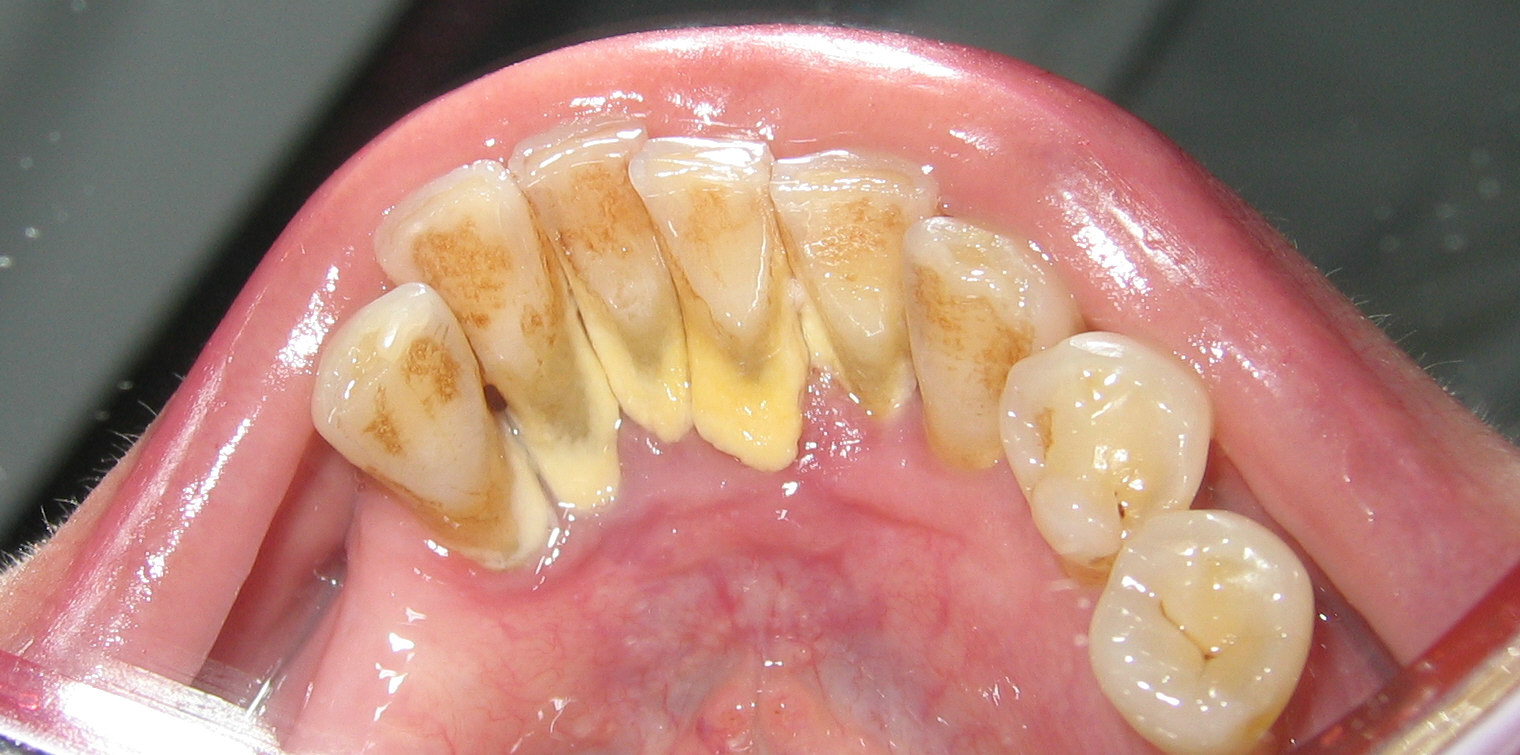
Tandsten på insidan av de mandibulära framtänderna.

Tandsten är en hårdnad beläggning, en förkalkning, på tänderna. Den utgörs främst av förkalkade rester av mjuka tandbeläggningar, det vill säga plack.

## Bildande
Tandsten bildas av plack (av tandläkare oftast benämnd som dental biofilm på svenska) och mineraler. Plack utgörs av en blandning av bakterier, matrester, vävnadsceller som stötts bort, liksom mucin (tjockflytande ämnen från saliv).
Plackens råa yta erbjuder ett idealt substrat för vidare plackbildning, vilket i sin tur hotar tandköttets hälsa. Tandsten kan leda till inflammation i tandköttet, gingivit. Tandköttsfickor kan då bildas, vilka i sin tur kan leda till fästeförlust och inflammation i tandfästet, parodontit, vilket vanligen leder till tandlossning.

### Varianter
Placket förkalkas under inverkan av mineral från saliven eller serum, vätskan som tränger fram ur tandköttsfickan. De båda varianterna går under namnen salivsten respektive serumsten. Den förstnämnda bildas på tandkronan vid salivkörtlarnas utförsgångar (exempelvis på baksidan av framtänderna i underkäken eller utsidan av överkäkens kindtänder), medan den sistnämnda formeras på rotytan i tandköttsfickorna.

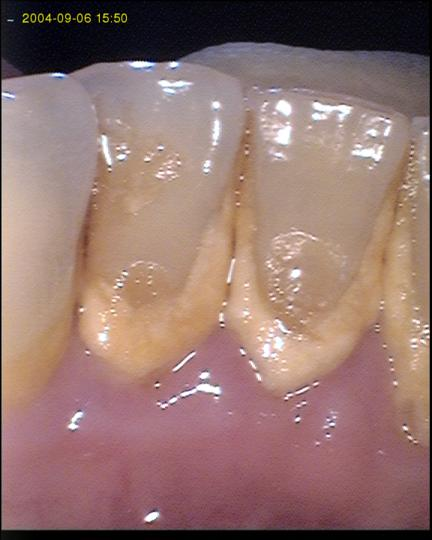
Uppbyggnad av tandsten runt tandhalsarna.

Tandsten kan delas in i supragingival tandsten (ovanför tandköttet) - det är den som syns - och i subgingival tandsten (under tandköttet). Den förstnämnda är i stort kopplad till salivens sammansättning; den sitter i första hand på tänderna vid mynningarna av de de stora spottkörtlarna, det vill säga de främre tänderna i underkäken. Den sistnämnda varianten består av mineraliserat plack som täcks av omineraliserat plack.

## Orsaker och behandling
Kalkbildningen sker i frånvaro av tillräcklig tandhygien. Har den en gång bildats, sitter den vanligen för hårt på tänderna för att kunna tas bort med vad som är tillgängligt i ett normalt hem.

### Behandling
En patient med tandsten måste besöka sin tandhygienist eller eventuellt tandläkare så att tandstenen kan avlägsnas med ultraljud eller handinstrument (kyrett eller sickel). Denna mekaniska infektionsbehandling har tidigare benämnts som depuration.
Den supragingivala tandstenen är i regel lätt att avlägsna. Den subgingivala är svårare att få bort och oftare kopplad till gingivit och parodontit, på grund av det plack som täcker själva tandstenen. Täcket av plack skyddar bakteriernas motståndskraft mot antibiotika och andra bakteriehämmande medel.
I kalken bildas oestetiska – oftast gulfärgade – fläckar mycket lättare än på tandemaljen. Tandstenen kan dock avlägsnas av tandläkare genom en speciell tandborste som liknar en krok i metall, med vars hjälp tandläkaren kan skrapa bort tandstenen.